# Aloe rugosa
Aloe rugosa é uma espécie de liliopsida do gênero Aloe, pertencente à família Asphodelaceae.